# Eo biển Ba Sĩ
Eo biển Ba Sĩ (chữ Anh: Bashi Channel, chữ Hán: 巴士海峽) là eo biển nằm giữa đảo Đài Loan và quần đảo Batan, Philippines, đồng thời nối liền biển Philippines và biển Đông. Là tuyến đường thuỷ quốc tế trọng yếu thông suốt biển Đông và Thái Bình Dương, cũng là một vùng biển có ý nghĩa chiến lược trọng yếu ở Tây Thái Bình Dương, tàu thuyền qua lại rất thường xuyên, hải quân và không quân Trung Quốc tiến vào Thái Bình Dương thông thường đi qua eo biển Ba Sĩ và eo biển Miyako, lúc cá biệt đi qua eo biển Tokara hoặc eo biển Osumi. Chiều rộng trung bình của eo biển khoảng 185 kilômét, chỗ hẹp nhất nằm giữa đảo Tiểu Lan và đảo Mavulis là 96 kilômét, chiều sâu thuỷ vực thường từ 2.000 mét đến 5.000 mét, chỗ sâu nhất đạt 5.126 mét. Địa hình đáy biển lên xuống thay đổi rất lớn, chủ yếu là thềm lục địa Hoa Nam duỗi dài về phía đông, lại còn có sống núi giữa biển Lan Tự, rãnh biển Đài Đông, sống núi giữa biển Hoa Đông và rãnh biển Manila phân bố song song từ phía đông sang phía tây, nam và bắc, độ sâu sống núi giữa biển từ 2.400 mét đến 2.600 mét, trầm tích vật ở đáy biển chủ yếu là cát, ngoài bị ảnh hưởng bởi tác dụng tương tác địa chất giữa mảng biển Philippine và mảng đại lục Á - Âu ra, eo biển Ba Sĩ còn là một khu vực có tỉ lệ phát sinh động đất cao. Eo biển Ba Sĩ là một trong những khu vực sóng lớn của tây bắc Thái Bình Dương, thuộc khí hậu hải dương nhiệt đới. Chịu sự ảnh hưởng của đại dương và gió mùa liên lục địa, đặc trưng khí tượng hải dương là mưa nhiều nhiệt độ cao, thịnh hành gió mùa, sấm chớp mưa bão khá nhiều, xoáy thuận nhiệt đới ảnh hưởng thường xuyên, cũng là một trong những lối đi của xoáy thuận nhiệt đới hình thành ở Tây Thái Bình Dương tiến vào châu Á.
Eo biển Ba Sĩ về phía bắc nối đảo Lan Tự và bán đảo Hằng Xuân ở mũi phía nam Đài Loan, về phía nam nối đảo Mavulis và quần đảo Batan, phía nam quần đảo Batan là quần đảo Babuyan, đi xa về phía nam chính là đảo Luzon, các quần đảo phía nam eo biển Ba Sĩ thuộc quyền tài phán Philippines. Giữa quần đảo Batan và quần đảo Babuyan là eo biển Balintang, giữa quần đảo Babuyan và đảo Luzon là eo biển Babuyan, ba eo biển Ba Sĩ, Balintang và Babuyan gọi chung là eo biển Luzon.
Từ xưa tới nay, đảo Lan Tự của Đài Loan và quần đảo Batan của Philippines, đều phải dựa vào thuyền nhỏ mà qua lại. Căn cứ vào nghiên cứu dân tộc học, cư dân lúc đầu của hai nơi này có quan hệ huyết thống sâu sắc (đều thuộc dân tộc Nam Đảo), ngôn ngữ và các ca khúc truyền thống cũng có tính tương đồng cao, hiện nay hai bên đã dần dần khôi phục liên lạc.
Trước mắt việc phân định vùng đặc quyền kinh tế ở chỗ này vẫn chưa hiệp thương, do đó hay phát sinh hành vi quân đội Philippines bắt giam ngư dân Đài Loan, dẫn đến xung đột về phương diện ngoại giao song phương, đặc biệt là từ sau sự kiện Quảng Đại Hưng xảy ra vào năm 2013, quan hệ song phương trở nên căng thẳng hơn.

## Tóm tắt
Eo biển Ba Sĩ là eo biển nằm giữa đảo Đài Loan và quần đảo Batan, Philippines, đồng thời nối liền biển Philippines và biển Đông. Chiều rộng trung bình của eo biển khoảng 185 kilômét. Hải lưu Kuroshio thông qua eo biển Ba Sĩ mà đi vào biển Đông, dòng chính của hải lưu Kuroshio đi về phía bắc men theo bờ đông Đài Loan, tốc độ dòng chảy của nó là 2 đến 3 nút. Chiều sâu thuỷ vực thường từ 2.000 mét đến 5.000 mét.
Là tuyến đường thuỷ quốc tế trọng yếu thông suốt biển Đông và Thái Bình Dương, có tuyến cáp quang đáy biển liên lạc quốc tế, vô cùng quan trọng về phương diện quân sự. Đối với Trung Quốc mà nói, đây là cửa ngõ từ biển Đông ra Thái Bình Dương của Chuỗi đảo thứ nhất; đối với Nhật Bản - một nước phụ thuộc nhiều vào nhập khẩu, đây là tuyến đường vận chuyển tài nguyên thiên nhiên vô cùng quan trọng. Kể từ giữa thế kỉ XX, việc bảo vệ các tuyến đường biển xung quanh eo biển Ba Sĩ đã được kêu gọi.
Trong chiến tranh Thái Bình Dương, nhiều hạm đội vận tải quan trọng của Nhật Bản đã ra khơi, chẳng hạn như các hạm đội vận tải dầu như Hi Fleet và Mi Fleet và các đội tàu vận tải tăng viện cho Philippines, những hạm đội này được hải quân Hoa Kỳ gọi yêu là Convoy College, đây được coi là nơi tác chiến lí tưởng của lực lượng tàu ngầm. Vì lí do này, trong nửa sau của cuộc chiến, nhiều tàu ngầm của hải quân Hoa Kỳ đã đóng quân ở đây để tham gia phá hoại thương mại và đánh chìm nhiều tàu vận tải của Nhật Bản, vì vậy eo biển Ba Sĩ còn được mệnh danh "nghĩa địa của tàu vận tải".
Trong thời hiện đại, hải quân và không quân Trung Quốc thường hay đi qua eo biển Ba Sĩ tiến vào Thái Bình Dương và tiến hành diễn tập quân sự.